# Langhorne Speedway
Langhorne Speedway fue un óvalo cercano al poblado de Langhorne, estado de Pensilvania, Estados Unidos. Albergó carreras del Campeonato Nacional de la AAA, el Campeonato Nacional del USAC, la NASCAR Grand National y la AMA Speedway, además de automóviles sprint, modificados y midget.
Langhorne se construyó específicamente para carreras de automovilismo y motociclismo. Se inauguró en 1926, con un trazado prácicamente circular de 1 milla (1.609 metros). En 1965, se remodeló el trazado al pavimentarlo con asfalto, y agregar una recta opuesta para cambiar su dibujo a una D. La última carrera de Langhorne se corrió en 1971, tras lo cual se lo demolió e instalaron comercios.
El Campeonato Nacional de la AAA visitó Langhorne doce veces entre y 1930 y 1955, tras lo cual el Campeonato Nacional del USAC corrió ininterrumpidamente entre 1956 y 1970, en ocasiones con dos fechas anuales. Allí triunfaron pilotos como A. J. Foyt, Mario Andretti, Al Unser, Bobby Unser, Gordon Johncock, Jimmy Bryan, Rex Mays y Bill Holland.
La NASCAR Grand National compitió en el óvalo entre 1949 y 1957, alcanzando tres carreras en 1953, y el USAC Stock Car entre 1958 y 1966.
Langhorne cobró la vida de Jimmy Bryan, Joe Russo y Mike Nazaruk entre otros en distintos choques.